# Pukenui (Neuseeland)
Pukenui ist eine kleine Siedlung im Far North District der Region Northland auf der Nordinsel von Neuseeland.

## Geographie
Die Siedlung liegt rund 28 Kilometer nordwestlich von Awanui direkt am Houhora Harbour auf der Aupōuri Peninsula.

## Geschichte
Te Houtaewa war ein guter Wettkämpfer aus Te Aupōuri, der während der Musketenkriege des frühen 19. Jahrhunderts in Pukenui getötet wurde.
Hone Heke wurde am 12. Juni 1845 durch Tāmati Wāka Nene in der kriegerischen Auseinandersetzung um Te Ahuahu bei Pukenui besiegt.

## Infrastruktur

### Straßenverkehr
Durch Pukenui führt der New Zealand State Highway 1 nordwärts bis zum Cape Reinga / Te Rerenga Wairua. Nach Süden verbindet er die Siedlung mit Awanui und etwas weiter mit Kaitaia, das rund 38 km südsüdöstlich liegt.

### Schiffsverkehr
Die Siedlung verfügt über einen kleinen in den Houhora Harbour hineingebauten Schiffsanleger, von dem aus einige wenige Fischerboote in den Pazifischen Ozean starten.

### Bildungswesen
Pukenui School (Kaitaia) ist eine koedukative Grundschule für die 1.–8. Klasse mit einem Decile rating von 3 und rund 80 Schülern im Jahre 2016.